# 컨저링 3: 악마가 시켰다
《컨저링 3: 악마가 시켰다》(영어: The Conjuring: The Devil Made Me Do It)는 2021년 개봉한 미국의 초자연 공포 영화이다. 마이클 차베스가 감독을 맡았으며, 2016년 영화 《컨저링 2》의 후속 작품이다. 2021년 6월 4일, 북미에서는 극장 개봉과 함께 HBO 맥스 동시 공개한다. 한국에서는 2021년 6월 3일 개봉했다.

## 줄거리
1981년, 워런 부부는 코네티컷주 브룩필드에서 8살 데이비드 글래츨의 구마를 기록한다. 데이비드의 가족, 누나 데비와 남자친구 아니 존슨, 고든 신부가 함께한다. 구마 중 아니는 악령이 데이비드 대신 자신에게 들어오도록 허락한다. 이를 목격한 에드 워런은 심근 경색을 겪는다.
한 달 후 병원에서 깨어난 에드는 아니에게 악령이 들어갔다고 밝히고, 아니는 환각에 시달리다가 집주인을 칼로 22차례나 찔러 살해한다. 워런 부부는 악령에 씌여 살인을 저질렀다는 주장을 펼치며 아니를 돕고, 이는 미국 최초로 악령 빙의를 변호 사유로 주장한 살인 재판이 된다.
워런 부부는 글래츨 집에서 마녀의 토템을 발견하고, 이 토템을 통해 악령의 저주가 넘어왔다는 것을 알게 된다. 과거 어린 양의 제자들이라는 사교 집단 숭배자들을 연구했던 캐스트너 신부는 오컬트 술사가 고의로 토템을 놓아 그 결과 글래츨 가족에게 저주가 내렸고 데이비드가 악령에 씌였다고 설명한다.
매사추세츠주 댄버스에서도 피해자 케이티 링컨이 22번 칼에 찔리는 살인 사건이 발생하고 비슷한 토템까지 발견되자 워런 부부는 이를 조사하기 위해 그곳으로 향한다. 토템이 발견된 장소는 케이티의 친구인 제시카의 집이며, 제시카는 실종된 상태이다. 로레인은 역행 인지(retrocognition)를 통해 제시카가 악령에 씌여 케이티를 살해하고 자살했음을 알게 된다. 로레인이 이 오컬트 술사가 아니를 자살시키려는 것을 막으면서 오컬트 술사는 워런 부부의 존재를 알게 된다.
스트레게리아 마법서(Stregheria)에 따르면 저주를 풀려면 악령 숭배자의 제단을 파괴해야 한다. 워런 부부 집에서 토템이 발견되고 에드에게 저주가 영향을 미쳐 에드가 로레인을 공격하려 하지만 조수 드루가 막는다. 캐스트너는 문제의 오컬트 술사가 자신의 딸 아일라임을 밝힌다. 그는 가톨릭교회 사제에게 요구되는 독신 서약을 어기고 아일라를 비밀리에 키웠는데, 오컬트에 매료되어 오컬트 술사가 된 것이다.
캐스트너는 로레인을 아일라의 제단이 있는 집 지하 터널로 안내하지만 아일라는 캐스트너를 죽이고 에드와 아니에게 저주를 건다. 이에 에드는 로레인을 공격하고, 아니는 자살을 시도한다. 에드는 로레인이 부부간의 사랑을 상기시키자 정신을 되찾고 제단을 파괴해 아니를 구한다. 저주를 완성하지 못한 아일라는 자신이 소환했던 악령에게 살해당한다.
에드는 제단에서 가져온 잔을 부부의 유물 보관실에 발라크 그림, 애너벨 인형과 함께 보관한다. 아니는 과실 치사죄로 5년형을 선고받고 수감 중 데비와 결혼한다.

## 출연진
- 비라 파미가 - 로레인 워런 역
  - 메건 애슐리 브라운 - 로레인 워런 아역
- 패트릭 윌슨 - 에드 워런 역
  - 미첼 후그 - 에드 워런 아역
- 루어리 오코너 - 아니 샤이엔 존슨 역
- 세라 캐서린 훅 - 데비 글래츨 역
- 줄리언 힐리어드 - 데이비드 글래츨 역
- 존 노블 - 캐스트너 역
- 섀넌 쿡 - 드루 역
- 로니 진 블레빈스 - 브루노 솔스 역
- 스티브 콜터 - 고든 신부 역
- 인그리드 비수 - 제시카 역
- 스털링 제린스 - 주디 워런 역
- 폴 윌슨 - 칼 글래츨 역
- 샬린 어모이아 - 주디 글래츨 역